# Interface de documentos múltiplos

Um ambiente de desenvolvimento integrado MDI apresentando duas janelas de documento contidas na janela da aplicação

Em interface gráfica do utilizador, uma interface de documentos múltiplos (ou MDI, acrônimo para multiple document interface) é um método de organização de aplicações gráficas em janelas que residem em uma única janela, a janela principal da aplicação. A única exceção são possíveis janelas modais da aplicação.
Uma das implicações desse método é a falta de informação sobre as janelas abertas: para visualizar uma lista de janelas abertas em uma aplicação MDI, o utilizador deve geralmente selecionar um menu específico (contanto que a aplicação disponibilize esse menu). Em contrapartida, em uma aplicação que implementa uma interface de documento único a barra de tarefas do gerenciador de janela é responsável por listar as janelas abertas. 
Recentemente as aplicações têm adicionado barras de tarefas embarcadas em aplicações MDI para apresentar as janelas abertas, chamadas tabulações, formando um método variante chamado interface de documento tabulada. Em oposição ao MDI tradicional, em uma interface tabulada janelas individuais geralmente não podem ser redimensionadas.